# Habibollah Chaichian
Habibollah Chaichian  (en persa: حبیب‌الله چایچیان‎) (1923 - Teherán, 30 de noviembre de 2017) fue un poeta religioso iraní.

## Biografgía
Su seudónimo (seudónimo) era Hesan (en persa: حسان‎) adoptado del nombre de un Sahabah en el Islam. Su forma poética favorita era Do-baytī, pero tenía obras en otras formas poéticas persas, incluido Mathnawi.
Chaichian tenía poemas religiosos en persa con añadidos árabes, de los cuales varios de ellos se generalizaron significativamente en ceremonias religiosas en Irán y en algunos otros países de habla persa. Dos de sus poemas más conocidos comienzan con Matla: "Emshab Shahadatnameh Oshagh Emza Mi-shavad" ("esta noche, se firma la carta de mérito de los amantes de Dios") para Imam Hossein  y "Amadam ey Shaah Panaham Bedeh" ("Aquí he llegado, majestad, concédeme asilo") para Imam Reza.

## Muerte
Chaichian murió el 30 de noviembre de 2017 a los 94 años en el Hospital Shohaday-e Tajrish de Teherán.